# Ялиця
Яли́ця (Abies) — рід хвойних вічнозелених однодомних дерев родини соснових.

Етимологічно слово ялиця (як і ялина) виводять з індоєвропейського *edh- — «гострий».

Рід містить близько 50 видів.

Рід має поширення: Північна Америка, Центральна Америка, Європа, Північна Африка, Азія (на південь до Гімалаїв, Південного Китаю, і Тайваню), тобто помірні й бореальні області Північної півкулі. Окрім двох бореальних видів, Abies balsamea (в Північній Америці) і Abies sibirica (в Євразії), рід обмежується гірськими районами в субтропічних і помірних широтах північної півкулі. Ростуть на ділянках з достатньою кількістю вологи і на глибоких ґрунтах, де вони ростуть швидко і не досягають великих вікових груп.

## Опис
Види ялиці, як правило, однодомні вічнозелені дерева з кроною шпилевого або конічного типу, яка часто стає уплощеною або закругленою в старих дерев. Часто утворює криволісся на верхній межі зростання дерев. Abies, як правило, мають один прямий стовбур з рівномірно розподіленими гілками. Гладка і тонка кора на молодих деревах, несе пухирі смоли, у віці часто товста і борозниста або лущиться у вигляді пластин. У більшості видів кора забезпечує слабкий захист від вогню, хоча деякі види є пожежно терпимими. Голки зберігаються 5 і більше років (максимум 53 років в Abies amabilis). Жіночі шишки прямостоячі, від яйцюватих до циліндричних, як правило, смолисті. Пилкові шишки пахвові, щільно згруповані, коли з'являються навесні, підвісні, від жовтого до червоного, зеленого, синього або фіолетового кольору. Насіння крилате.

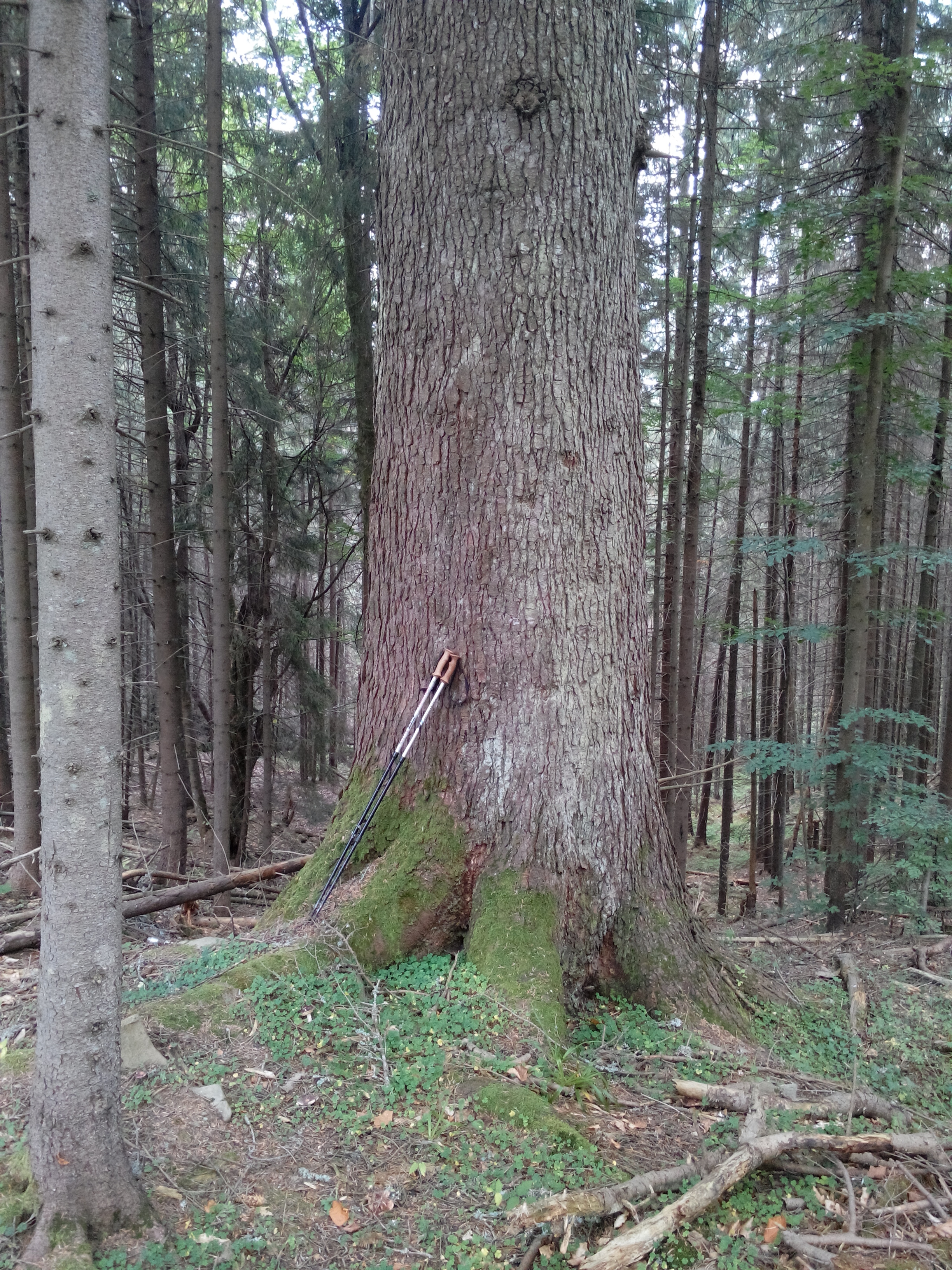
Ялиця-цариця в Рожнятівському районі Івано-Франківської області

## В Україні
В Україні росте один дикорослий вид роду — ялиця біла або гребінчаста (Abies alba), до 55 м заввишки, поширений у Карпатах у нижній мішаній смузі лісів разом з буком і смерекою, до висоти 1 200 м; на рівнині — острівні масиви біля Львова, Яворова, Жовкви, Рави Руської. Деревину ялиці білої використовують як будівельний матеріал до виготовлення музичних інструментів, меблів та целюлози. Як декоративне дерево вирощують ялицю білу та інші види роду в парках України (також ялицю бальзамічну — Abies balsamea, ялицю одноколірну — Abies concolor та ін.).
Одна з найбільших ялиць, виявлених в Українських Карпатах, росте на території природного заповідника «Ґорґани», поруч науково-пізнавальної стежки. За даними замірів науковців установи станом на 2010 р., діаметр кола перерізу стовбура на висоті 1,5 м від землі становить 133 см, висота ― 53,4 м. Орієнтовний вік ― понад 350 р.
Ще один екземпляр, що зростає в Рожнятівському районі, має в окружності 433 см, діаметр 138 см, орієнтовний вік ― 500 років. Заповідана в 2020 р.

## Використання
Північноамериканські ялиці зрізають на деревину, але якість деревини ялиці набагато гірша ніж у сосни або ялини (за винятком Abies procera), тому деревину ялиці використовують тільки для внутрішніх робіт, а також переробляють на сировину для виготовлення паперу. У США і Канаді ялиця Нордмана, ялиця бальзамічна, Abies procera, Abies fraseri популярні як новорічні ялинки. Ялицю також вирощують як декоративні рослини (найчастіше Abies koreana і Abies fraseri). Дєякі види ялиці мають приємний запах; їх листя використовувалося як матеріал для начинки подушок. Більшість комерційних продуктів з «сосновим запахом», насправді з ароматом ефірних олій дистильованих з листя ялиці.

## Класифікація
- Abies jaliscana

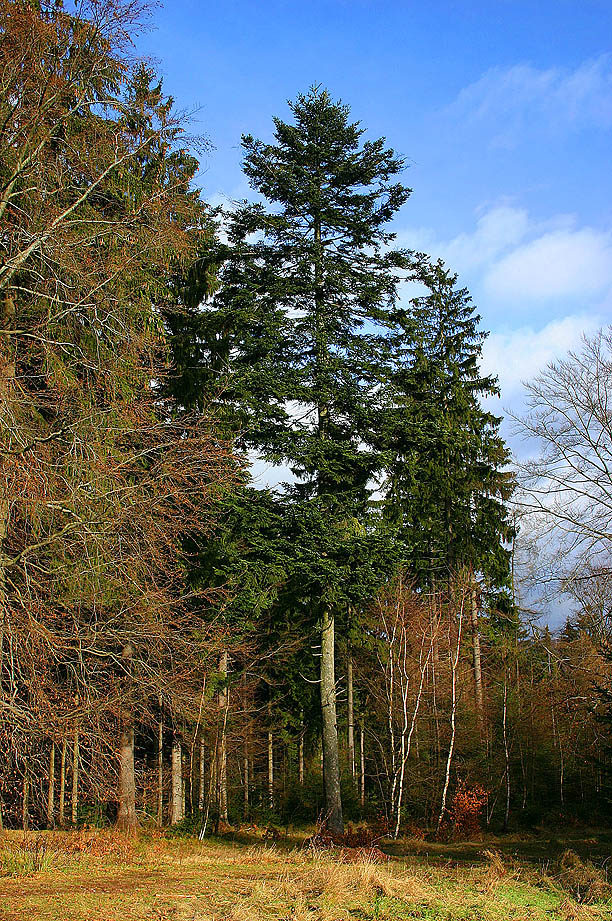
Ялиця біла

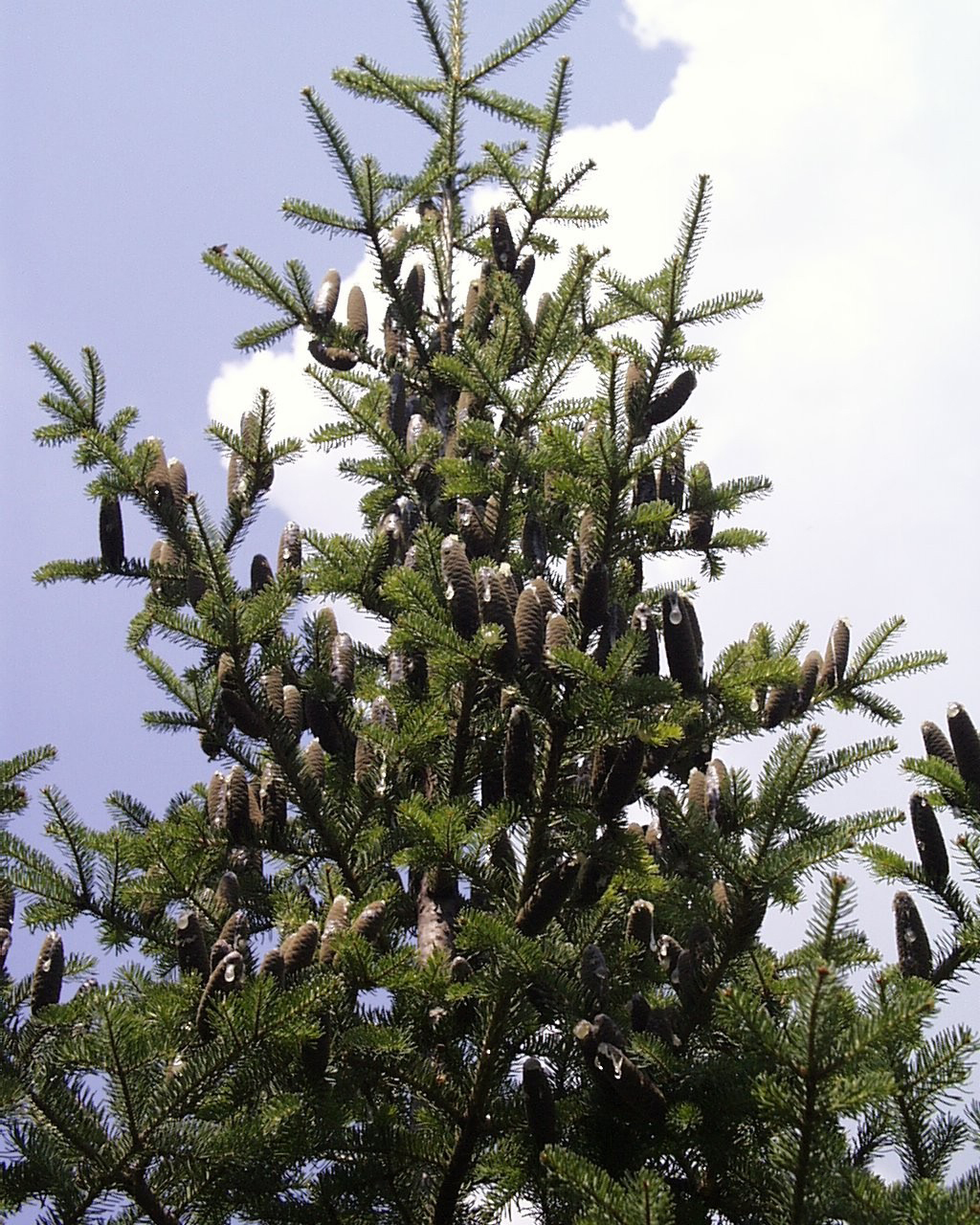
Ялиця бальзамічна

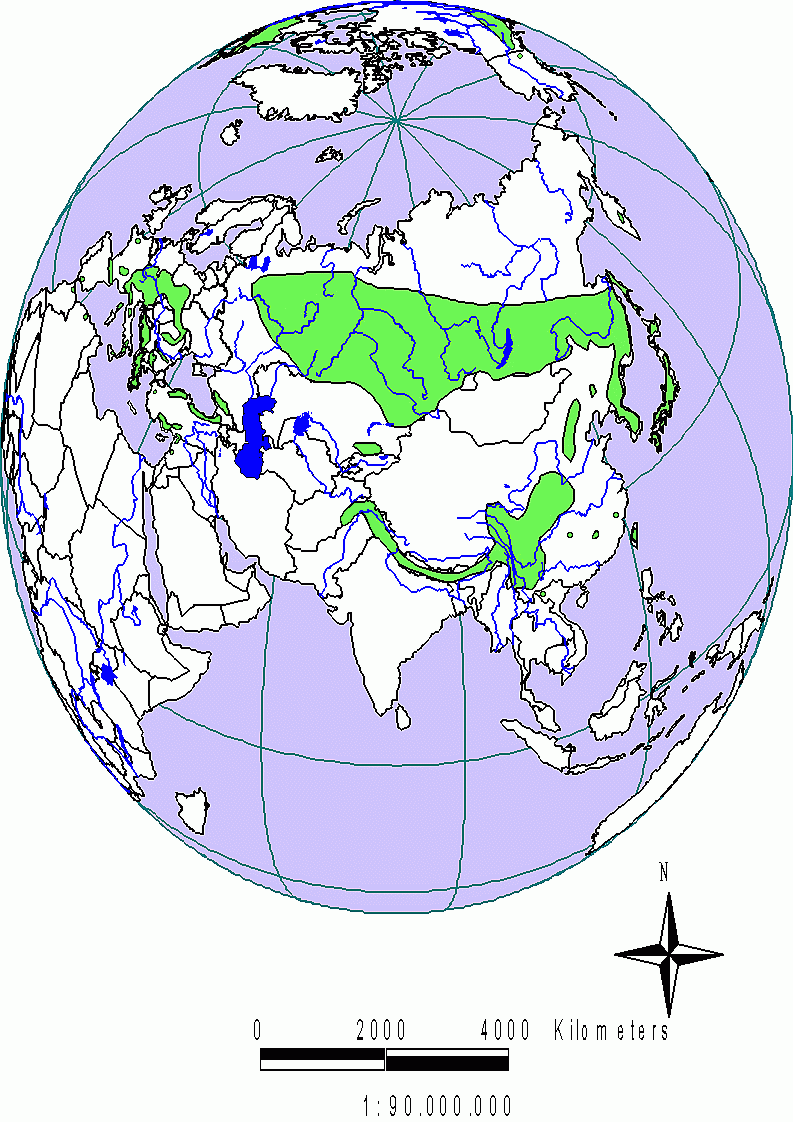
Поширення в Євразії

Група Balsamea (тайгові, північні і високогірні райони Азії та Північної Америки):
- Abies fraseri
- Ялиця бальзамічна (Abies balsamea)
- Abies lasiocarpa
- Ялиця сибірська (Abies sibirica)
- Abies sachalinensis
- Abies koreana
- Abies nephrolepis
- Abies veitchii

Група Grandis (західні райони Північної Америки аж до Мексики й Ґватемали; рівнина на півночі, середні висоти на півдні ареалу):
- Abies grandis
- Ялиця одноколірна (Abies concolor)
- Abies durangensis
- Abies flinckii
- Abies guatemalensis

Група Abies (Центральна, Південна і Східна Європа; Мала Азія):
- Abies nebrodensis
- Ялиця біла (Abies alba)
- Abies borisii-regis
- Abies cephalonica
- Ялиця Нордмана (Abies nordmanniana)
- Abies cilicica

Група Piceaster (Південна Іспанія, Півд.-Зах.Африка):
- Abies pinsapo
- Abies numidica

Група Momi (Східна і Центральна Азія, Гімалаї):
- Abies kawakamii
- Abies homolepis
- Abies recurvata
- Abies firma
- Abies beshanzuensis
- Abies holophylla
- Abies chensiensis
- Abies pindrow
- Abies ziyuanensis

Група Amabilis (Тихоокеанське узбережжя Північної Америки і Японії):
- Abies amabilis
- Abies mariesii

Група Pseudopicea (Гімалаї, високогір'я):
- Abies delavayi
- Abies fargesii
- Abies forrestii
- Abies chengii
- Abies spectabilis
- Abies fanjingshanensis
- Abies yuanbaoshanensis
- Abies squamata

Група Oiamel (Мексика, високогір'я):
- Abies religiosa
- Abies vejarii
- Abies hickelii

Група Nobilis (Захід США, високогір'я):
- Abies procera
- Ялиця прекрасна (Abies magnifica)

Група Bracteata (Узбережжя Каліфорнії):
- Abies bracteata

## Галерея

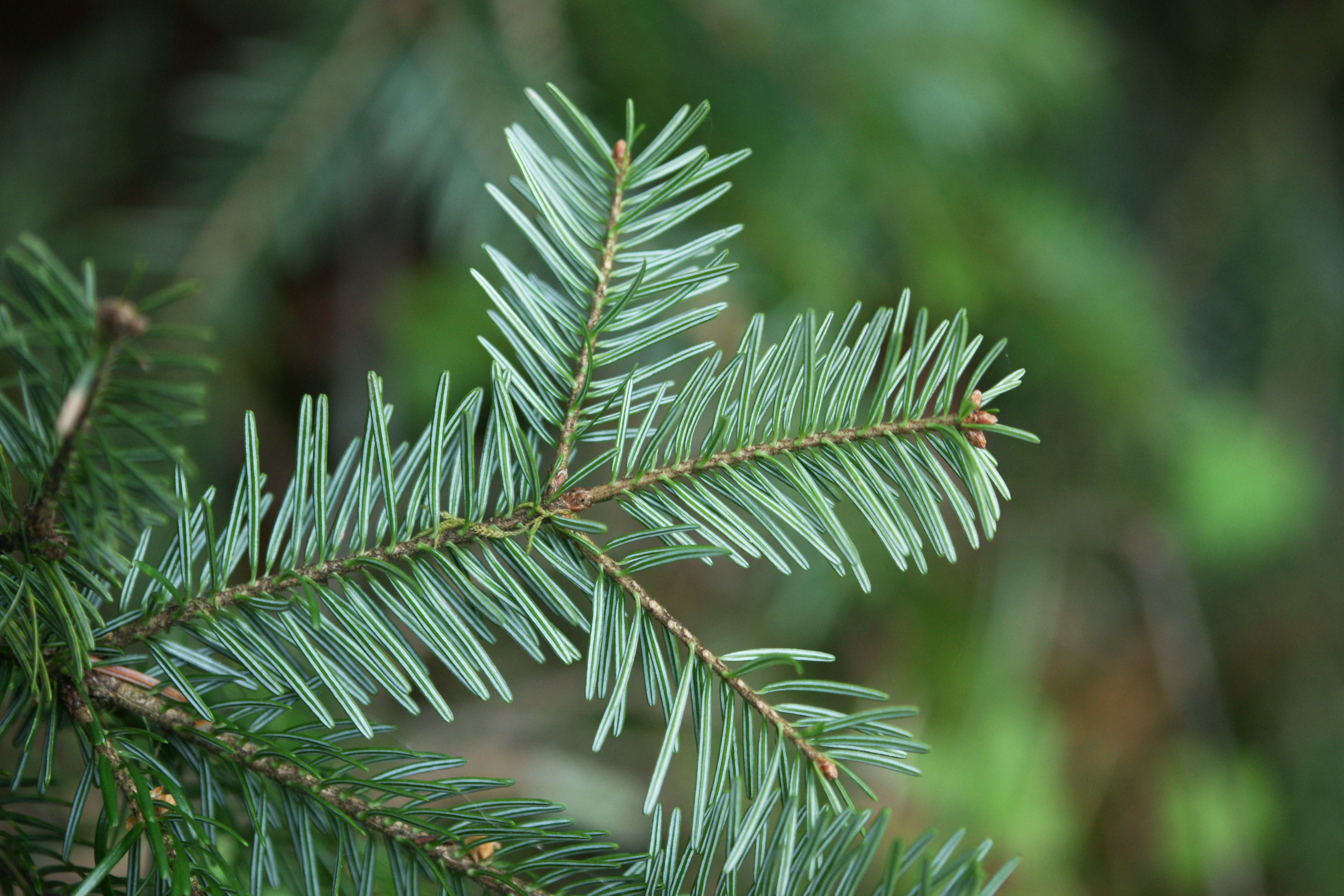
Abies alba — нижній бік листків з двома білими смугами
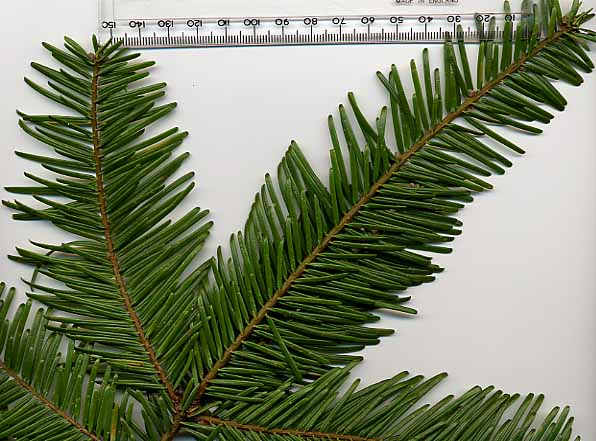
Abies alba — верхній бік листків
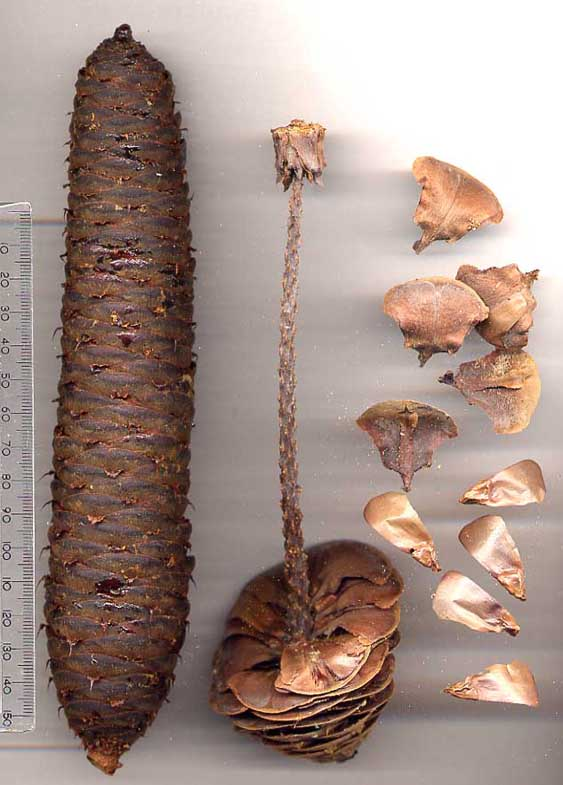
Abies borisii-regis — шишка і насіння
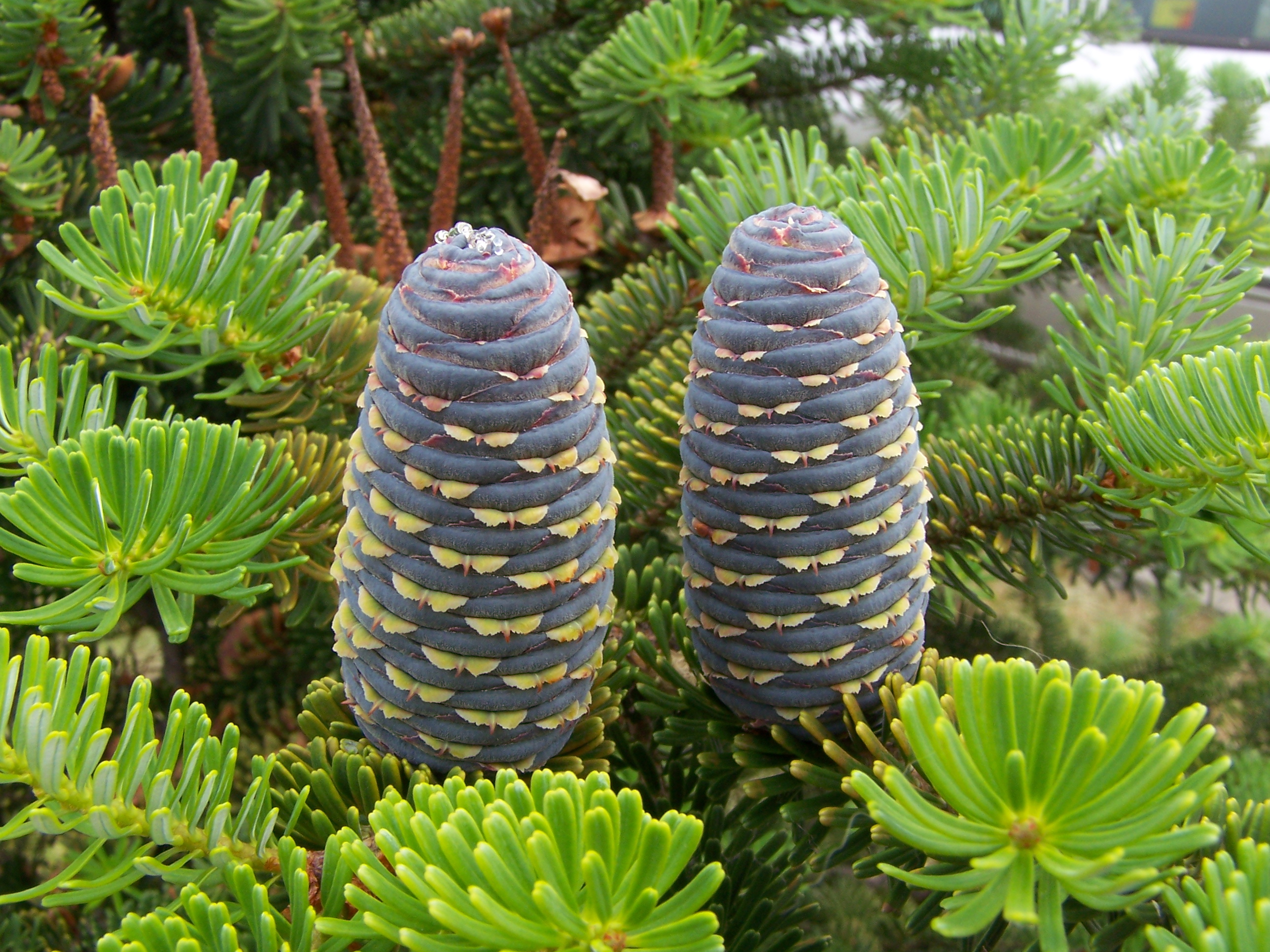
Abies koreana — шишки і хвоя
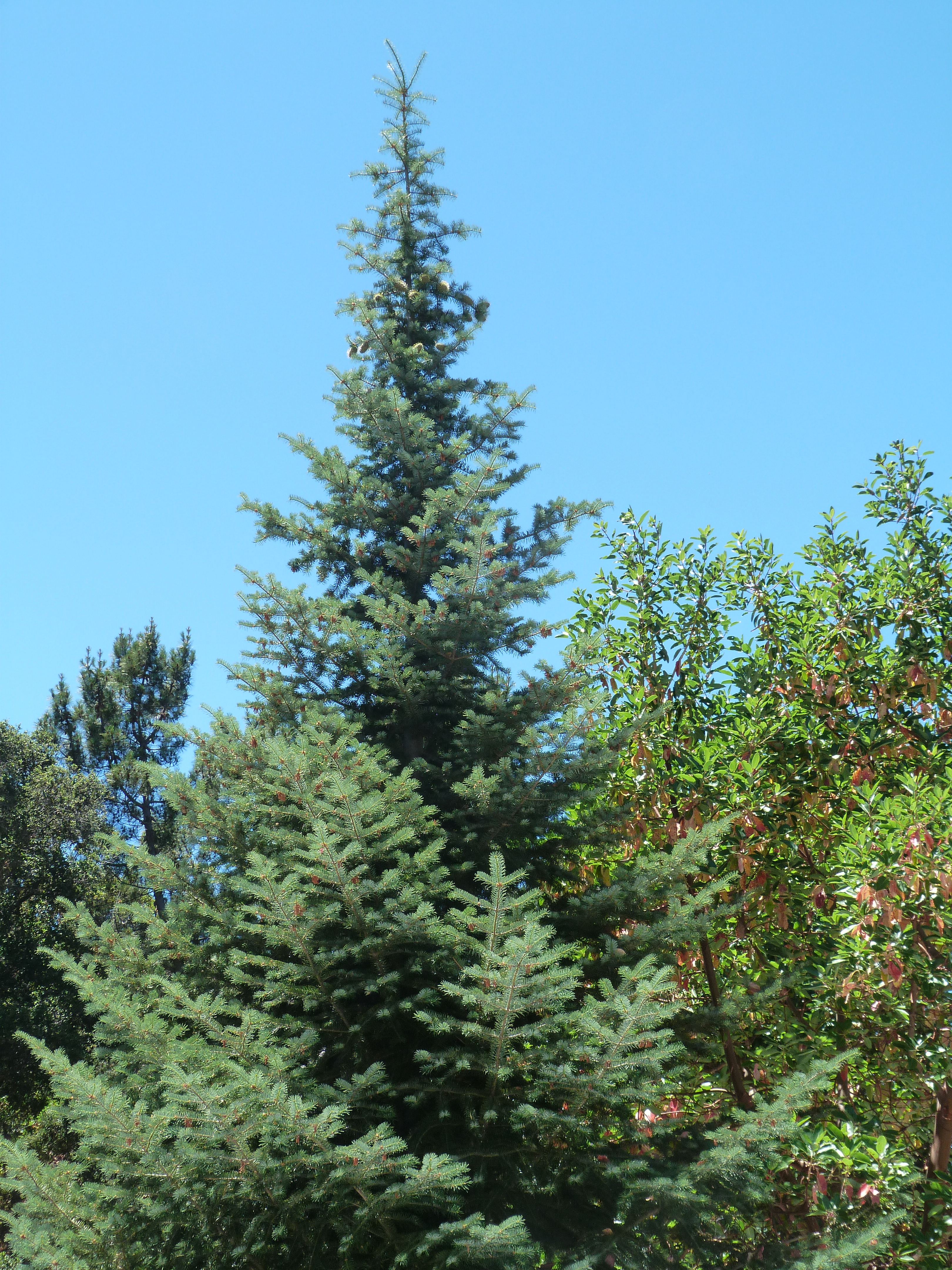
Abies bracteata
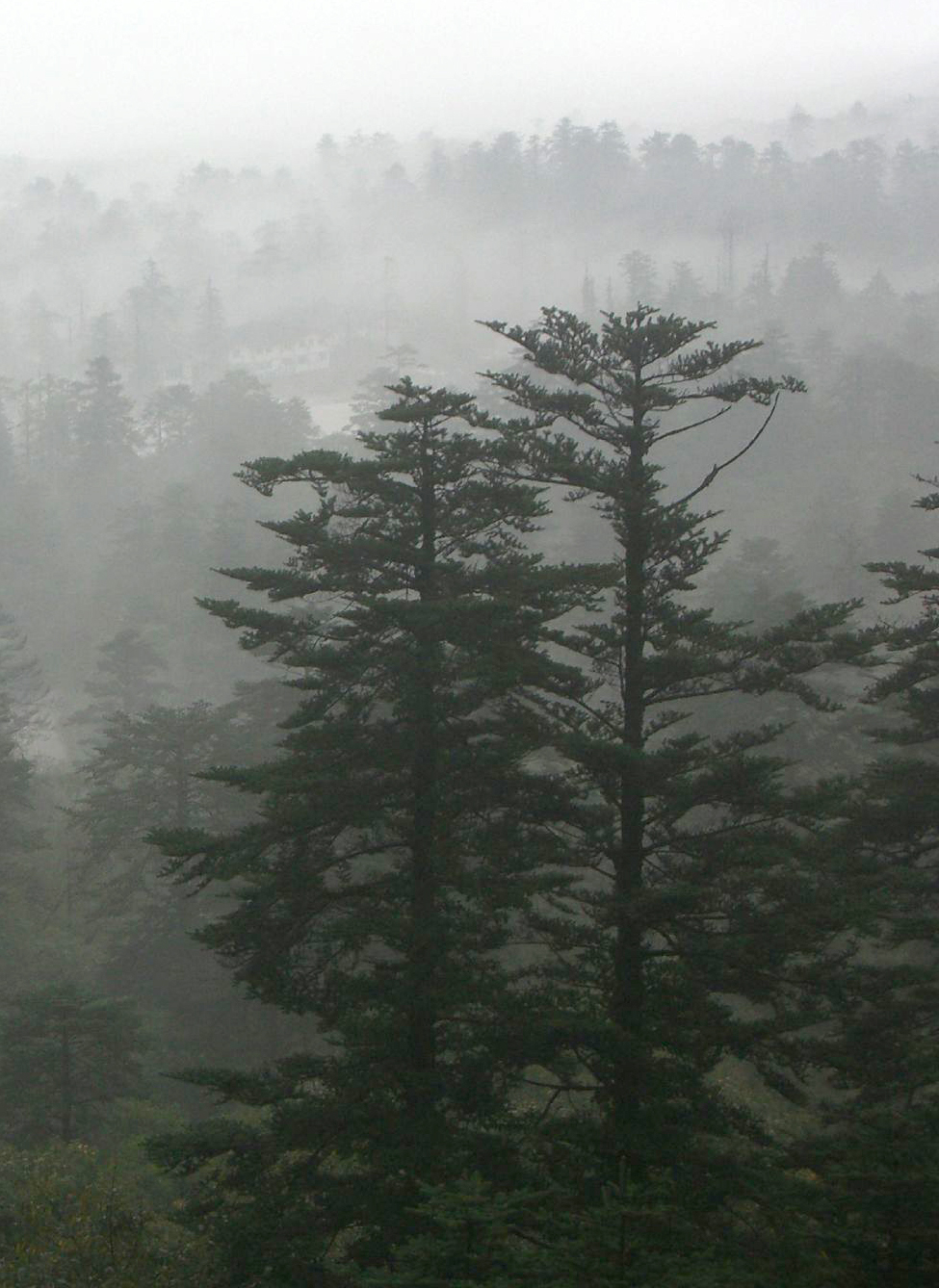
Abies fabri, Китай
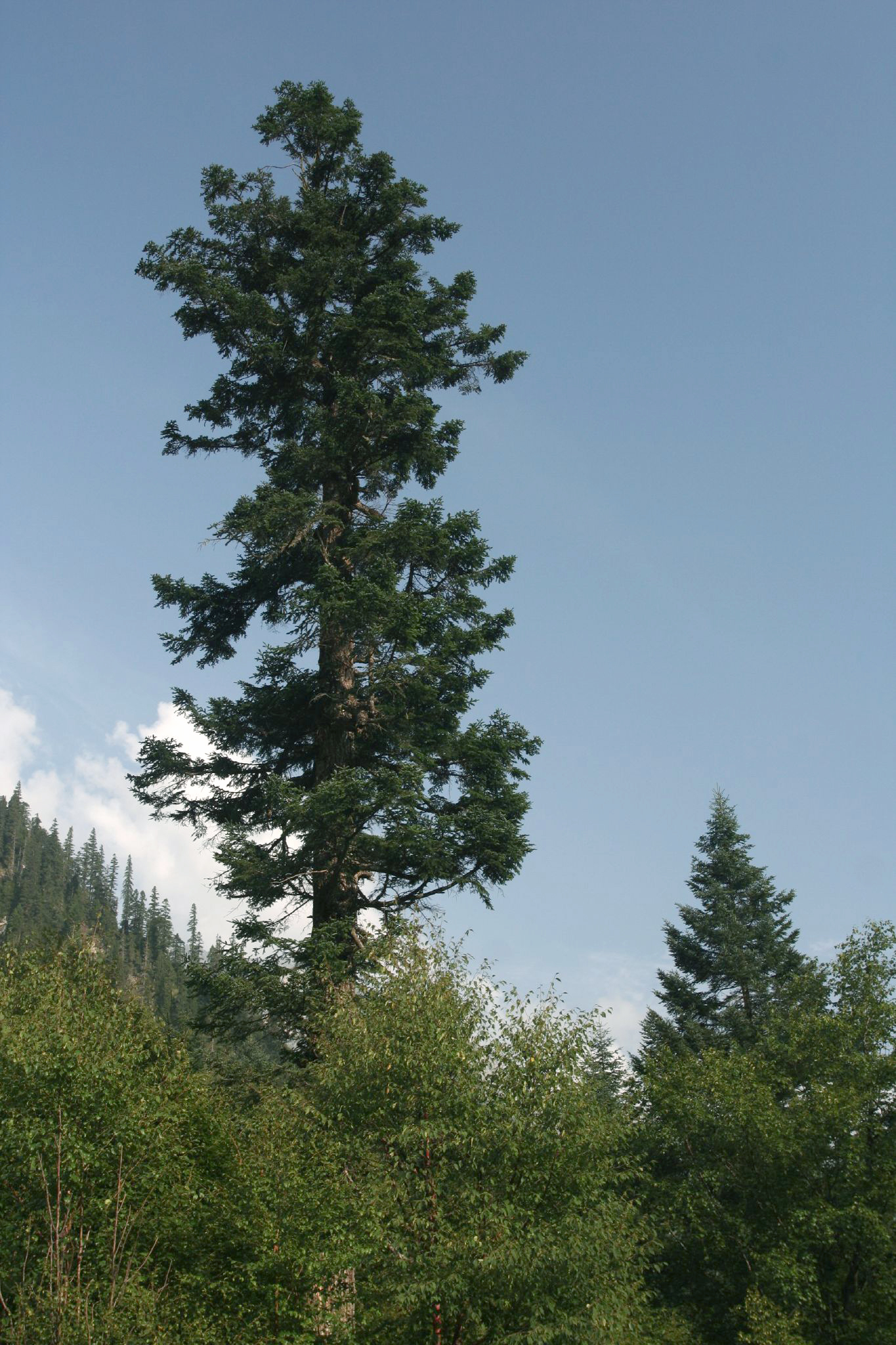
Abies fargesii
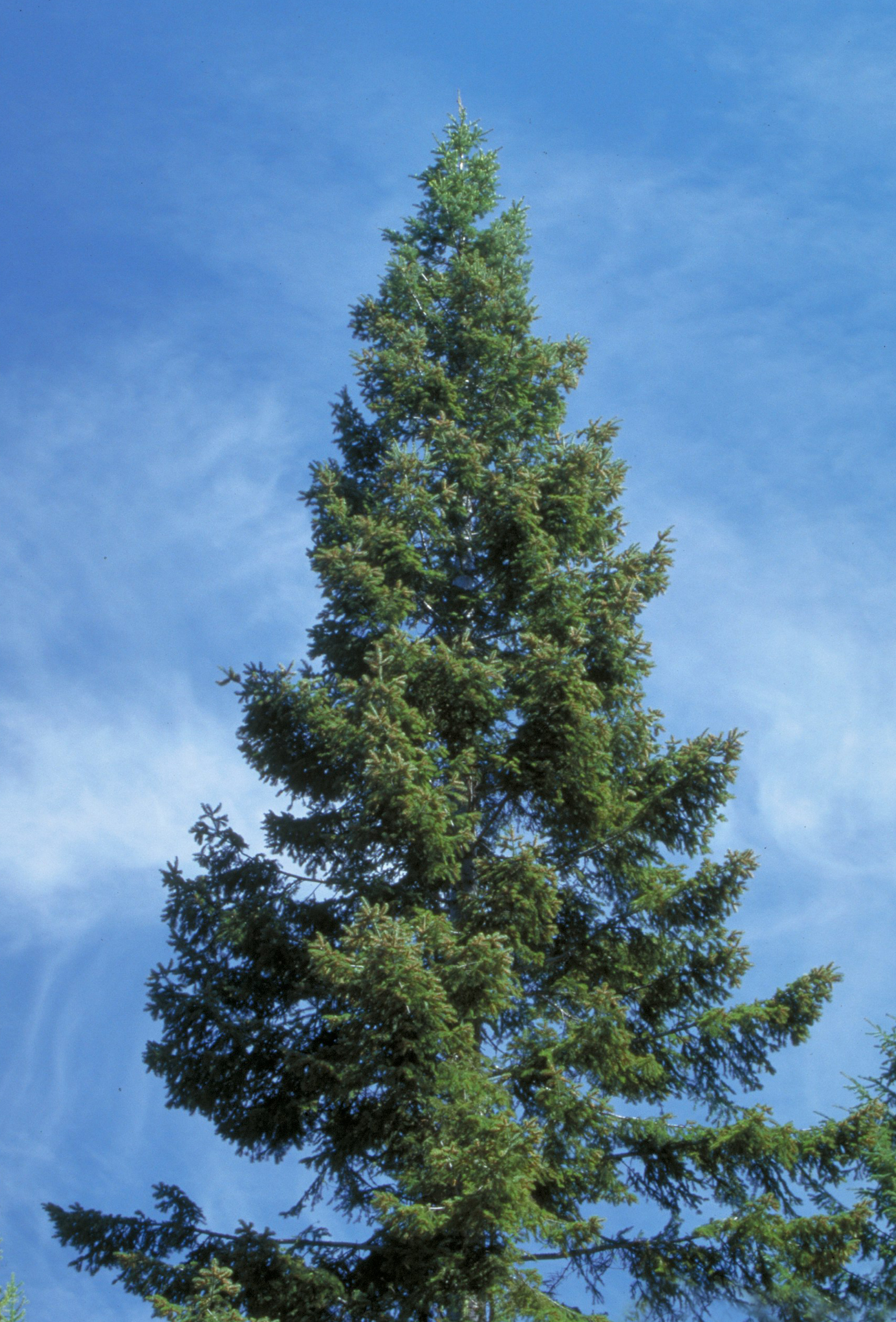
Abies grandis
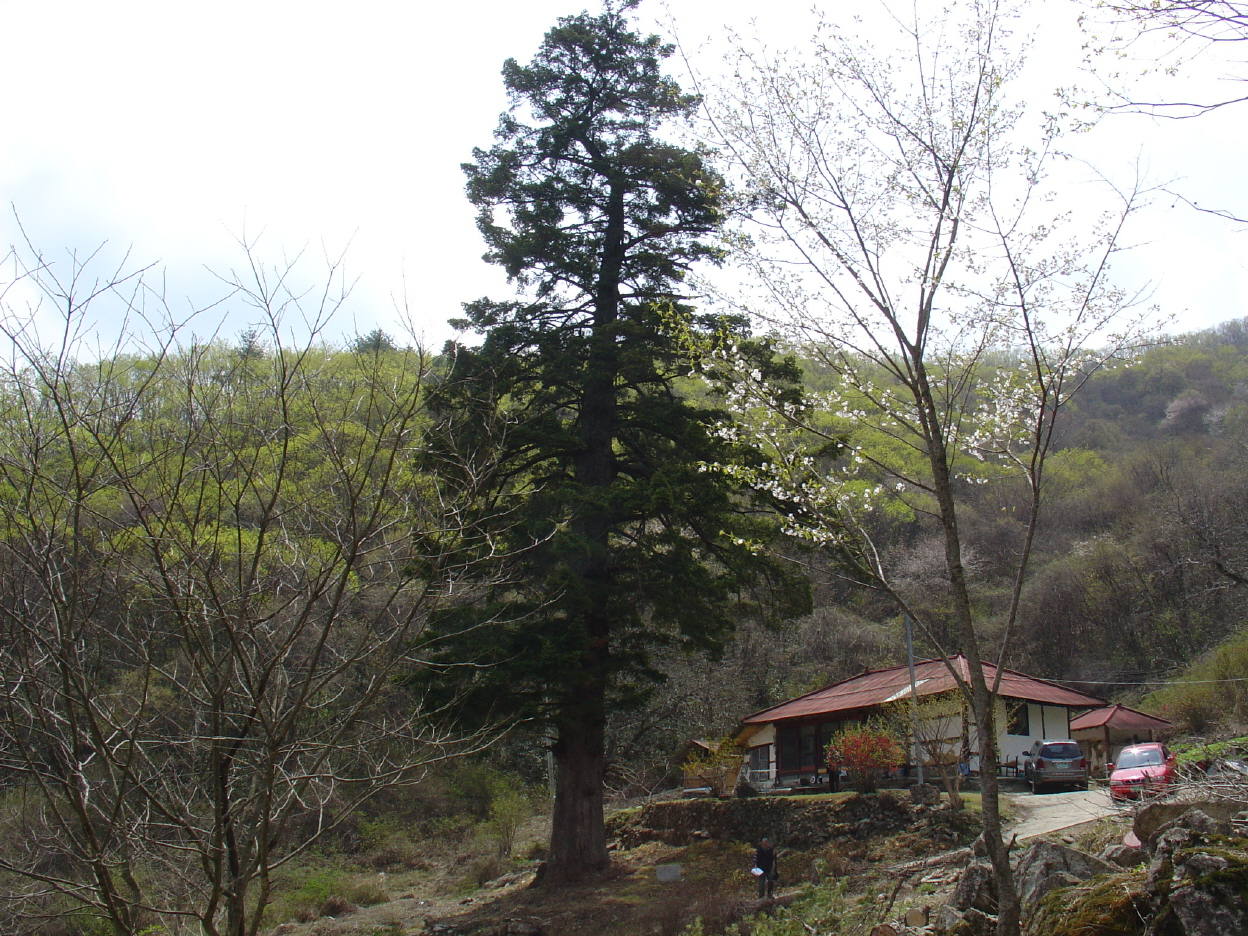
Abies holophylla
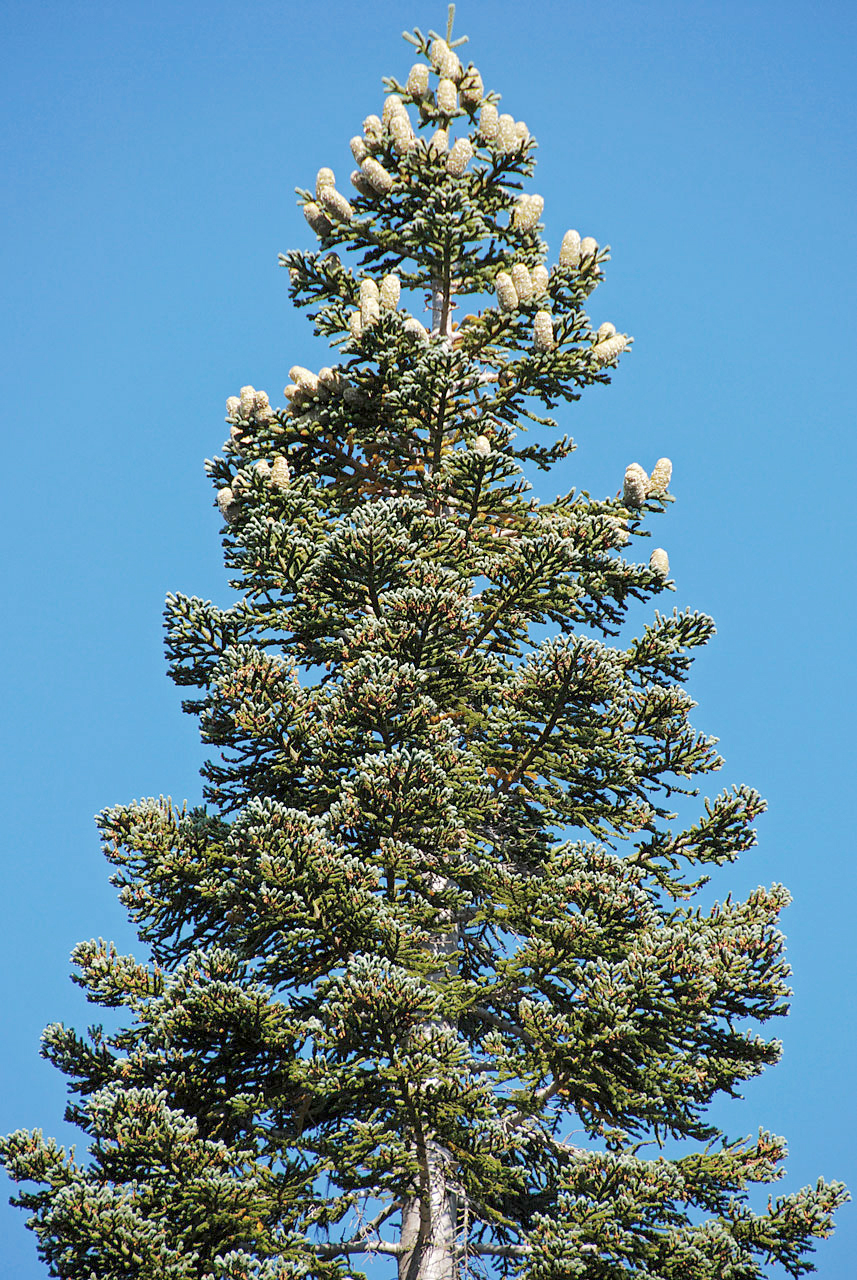
Abies magnifica
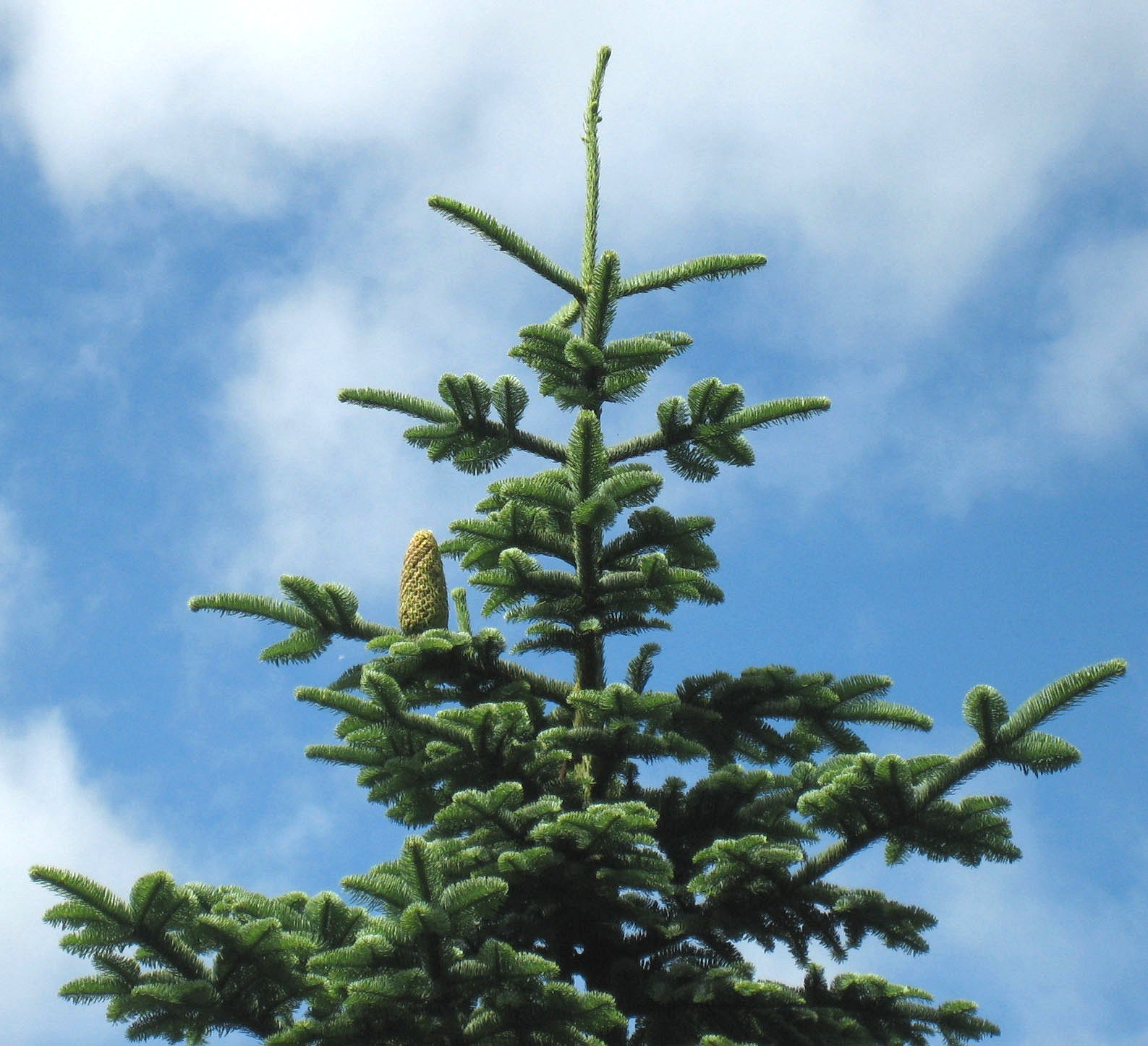
Abies procera
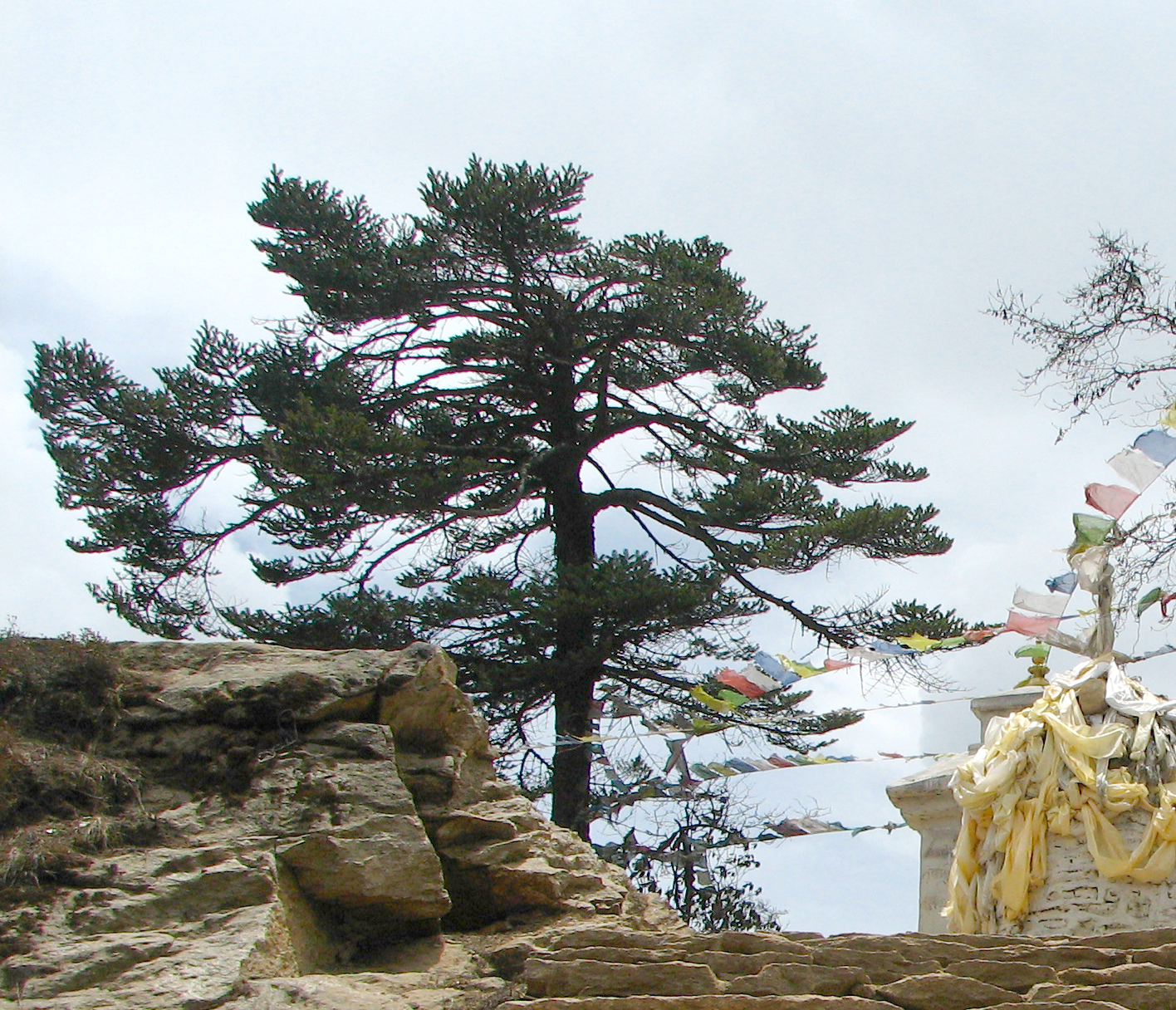
Abies spectabilis